# ژنرال نیروی زمینی

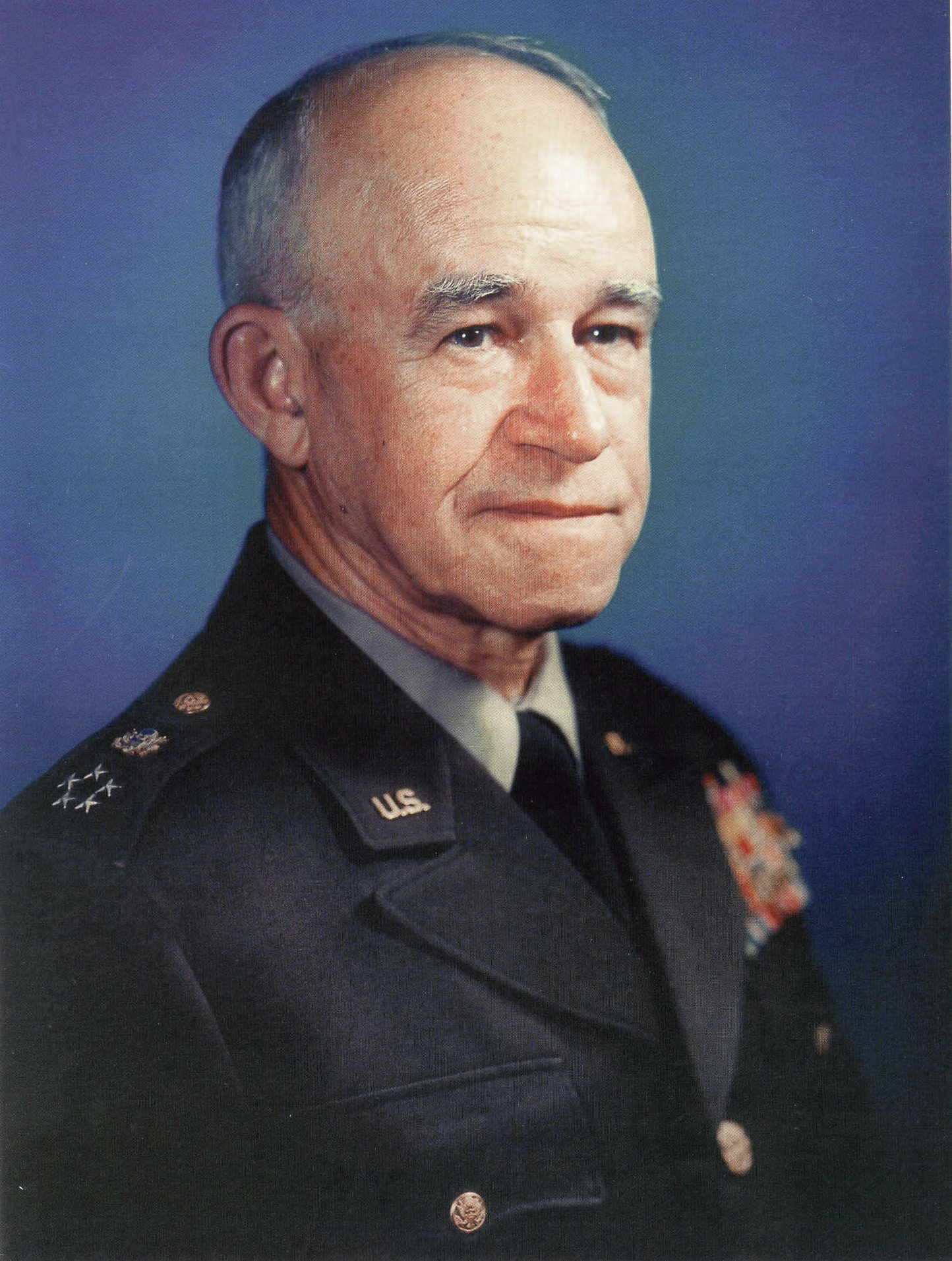
ژنرال اومر برادلی از ژنرال های امریکا

ژنرال نیروی زمینی (انگلیسی: General of the army) یک درجه نظامی برای افسر ۵-ستاره در نیروهای مسلح است که اغلب برای مشخص کردن ارشدترین افراد نظامی در مجموعه نیروهای زمینی کشورها مورد استفاده قرار می‌گیرد. درجه معادل ژنرال نیروی زمینی در نیروهای مسلح ایران وجود ندارد. ژنرال نیروی زمینی بالاترین درجه در سازمان‌های نظامی می‌باشد و در بیشتر کشورها فقط در زمان جنگ اهدا می‌شود.
در کشورهایی که سیستم چهار رتبه‌ای افسر کل را اتخاذ می‌کنند، این رتبه، رتبه ژنرالی است که فرماندهی یک ارتش میدانی را بر عهده دارد. با این حال، در برخی از کشورها مانند برزیل، اکوادور و پرو که سیستم سه رتبه‌ای را اتخاذ کرده‌اند، رتبه ژنرال ارتش بلافاصله بالاتر از ژنرال لشکر است. به این ترتیب، این رتبه، رتبه فرمانده یک سپاه یا تشکیلات بزرگتر ارتش است. موقعیت معادل آن در کشورهای مشترک‌المنافع، ایالات متحده و چندین کشور دیگر، صرفاً ژنرال، رتبه چهار ستاره یا به طور غیررسمی "ژنرال کامل" است.